# Geldhervorming
Bij een geldhervorming veranderen belangrijke kenmerken van het geld. De voor de economie verantwoordelijke wetgevende macht legt de kenmerken van het geld, de wettelijke betaalmiddelen, in wetgeving vast. Bij een geldhervorming worden de verschillende omrekeningskoersen voor contant geld, banktegoeden en vorderingen wettelijk vastgesteld. Vaak verandert ook de naam van het betaalmiddel, bijvoorbeeld van gulden naar euro.

## Oorzaken van een geldhervorming
Om verschillende redenen kunnen geldhervormingen worden doorgevoerd:

### Wapenwedloop, financiering van oorlogen; verloren oorlogen
Met name door een oorlog en de daarmee verbonden opbouw van het leger kan het voorkomen dat er veel geld geleend moet worden, wat kan leiden tot een hogere staatsschuld. Zeker als een oorlog verloren wordt, komt het vaak tot een geldhervorming. Een voorbeeld daarvan zijn de geldhervormingen van Duitsland in 1923–1925 en in 1948. Omdat Nederland bezet geweest was in de Tweede Wereldoorlog, is hier ook veel verloren gegaan en heeft men ook in Nederland het geldstelsel moeten hervormen. Deze actie is bekend geworden door het Tientje van Lieftinck dat iedereen kreeg. In België vond er na de bevrijding eveneens een geldhervorming plaats die bekend staat als de Operatie Gutt.

### Politieke gronden
Het komt minder vaak voor, maar het gebeurt wel, dat er op grond van politieke gronden besloten wordt tot een geldhervorming, bijvoorbeeld:
- Een land neemt de munt over van een ander land.
  - Voorbeeld: de DDR die de Mark invoert in 1990.
  - Voorbeeld: de nieuwe landen die overgaan tot de euro.
- Landen splitsen zich op.
  - Bijvoorbeeld: in 1993 werd het toenmalige Tsjecho-Slowakije opgesplitst in Tsjechië en Slowakije.
  - Bijvoorbeeld de opsplitsing van de Sovjet-Unie en Joegoslavië.
- Dekolonisatie, bijvoorbeeld het zelfstandig worden van Suriname.
- Landen vormen een munteenheid.
  - Voorbeeld: De vorming van de Eurozone.
- Landen die een munteenheid opgeven.
  - Voorbeeld: De discussie over een "Noord-Euro" en een "Zuid-Euro", of de uittreding van Griekenland uit de euro en de invoering van een nieuwe drachme.

### Hyperinflatie
Landen met een hoge inflatie die deze inflatie met hun monetair beleid niet onder controle kunnen krijgen, proberen vaak met behulp van psychologische middelen, zoals een nieuwe munt, het verlies aan vertrouwen te stoppen. De nieuwe munt wordt dan vaak met extra maatregelen gesteund die de geloofwaardigheid moeten verbeteren, zoals een vaste wisselkoers met een andere stabiele munt, een onafhankelijke centrale bank of een koppeling aan een edelmetaal (goudstandaard). Voorbeelden van dit soort geldhervormingen zijn die in Argentinië van 1991 en de reeds genoemde in Duitsland van 1923.

## Oorzaken van inflatie
De onafhankelijkheid van de centrale bank wordt gestopt zodra er door de overheid bevolen wordt om maatregelen te nemen die de prijsstabiliteit verminderen. In het jaar 1914 gebeurde dit bijvoorbeeld in Duitsland door middel van de oorlogswetgeving. Ook na 1939 kwamen er in Duitsland wetten die de financiering van de oorlog mogelijk maakten. Dit leidde tot inflatie, de noodzaak van een geldhervorming, massaal geldverlies bij de bevolking, onrust, de opkomst van rechts en uiteindelijk de Tweede Wereldoorlog. Dit zijn nog steeds traumatische ervaringen die zich genesteld hebben in het collectieve Duitse geheugen en die nog steeds doorwerken in een grondige afkeer van inflatie.

## Staatsbankroet als hoofdoorzaak
Als de staatsschuld hoger is dan het nationaal inkomen, zoals in 2012 het geval was in landen als Italië en Griekenland, als de rentelasten over de staatsschuld zo hoog zijn dat er merkbaar minder geld overblijft voor de overige staatsuitgaven, dan is het vrijwel niet meer mogelijk door vermindering van de staatsuitgaven (besparingen), belastingverhogingen, verkoop van staatseigendommen of een gedeeltelijke afwaardering van de schulden, verlichting te brengen. Een historisch voorbeeld van de vermindering van de staatsuitgaven door hoge renteverplichtingen is de Franse overheidsfinanciering van 1785, waarbij de minister van Financiën Jacques Necker meer dan een derde van zijn uitgaven (33,9 %) aan rente betaalde. De financiering van de staatstekorten door geld op te nemen bij de centrale bank of door het uitbrengen en verkopen van overheidsobligaties aan banken, vergroot de geldhoeveelheid in een land en is een oorzaak van inflatie.

## Planning van een geldhervorming
Het succes van een geldhervorming is voor een belangrijk gedeelte afhankelijk van de geheimhouding van het tijdstip en de maatregelen. In het ideale geval is het een volkomen verrassing. Anders is er het risico van dat de mensen die vaak veel geld gaan verliezen hun geld ergens anders heen brengen, bijvoorbeeld naar andere landen („Kapitaalvlucht“), omwisselen in andere munteenheden, of het beleggen in woningen, goud, grond etc. Tegelijkertijd moet ook wettelijk de omwisseling van het oude geld in het nieuwe geld geregeld worden.

### Verschillende omwisselkoersen
In de meeste gevallen bestaat een geldhervorming uit een wettelijke verandering, die de omwisseling van de oude munt in de nieuwe munt regelt. Hierbij wordt een wisselkoers vastgelegd. Het belangrijkste doel van de geldhervorming is vaak de vermindering van de staatsschulden en de geldhoeveelheid. Geld, beleggingen, schulden, lonen en huren worden hierbij bewust met verschillende omrekeningskoersen omgerekend. De staatsaandelen verliezen vaak geheel hun waarde. De staat, ondernemingen en de verschillende bevolkingsgroepen worden hierbij dus verschillend behandeld. Lonen en de huren hebben vaak een omwisselverhouding van 1:1 om het eenvoudig te houden.

### Contant geld en giraal geldverkeer
De tijd die nodig is om nieuwe munten en bankbiljetten te ontwerpen wordt op minstens 12 maanden geschat. Eventueel kunnen de oude bankbiljetten met magnetische inkt bewerkt worden en afgestempeld zodat dit sneller kan. Men dacht vroeger dat men 2 dagen nodig had om schulden, de elektronische boekhouding en het betalingsverkeer om te stellen maar met de huidige computerprogramma's zal dat langer gaan duren.